# Bachtiarische Sprache
Die Bachtiarische Sprache ist ein südwestiranischer Dialekt, der vom Volk der Bachtiaren in Tschahār Mahāl und Bachtiyāri, West-Chuzestan und Teilen von Isfahan sowie Lorestan gesprochen wird. 
Es ist eng verwandt mit dem Boir-Aḥmadī-Dialekt, dem Kohgīlūya-Dialekt und dem Mamasanī-Dialekt in der nordwestlichen Fars-Provinz. Diese Dialekte werden zusammen mit den Lori-Dialekten von Lurestan (speziell dem Chorramabadi-Dialekt) als die “Persiden” Süd-Zagrosgruppe oder Lori-Dialekte bezeichnet.
Es existieren Übergangsdialekte zwischen der südkurdischen Sprache und Lori-Bakhtiāri', und Lori-Bakhtiāri seinerseits kann als Übergangsidiom zwischen Kurdisch und Persisch betrachtet werden.